# Jollydora armandui
Jollydora armandui är en tvåhjärtbladig växtart som beskrevs av Jongkind. Jollydora armandui ingår i släktet Jollydora och familjen Connaraceae. Inga underarter finns listade i Catalogue of Life.